# Nezha Chekrouni
Nouzha Chekrouni (tiếng Ả Rập: نزهة الشقروني; sinh năm 1955, Meknes) là thành viên cao cấp về lãnh đạo nâng cao tại Đại học Harvard, người có bằng tiến sĩ ngôn ngữ học từ Sorbonne Nouvelle ở Paris. Bà là chính trị gia của Liên minh Xã hội của Lực lượng Phổ biến Maroc và là Bộ trưởng Bộ Ma-rốc sống ở nước ngoài trong nội các của Driss Jettou (2002 – 2007), Bộ trưởng Bộ Điều kiện Phụ nữ, Bảo vệ Gia đình và Trẻ em và Thư ký của Nhà nước cho người khuyết tật trong nội các của Abderrahman el-Yousfi (1998 – 2002). Kể từ tháng 1 năm 2009, cô là Đại sứ Morocco tại Canada. Tiến sĩ Chekrouni là giáo sư ngôn ngữ học tại Khoa Khoa học Xã hội & Nghệ thuật tại Đại học Meknes.